# حمد بن إبراهيم الحقيل
حمد بن إبراهيم الحقيل، حمد بن إبراهيم بن عبد الله بن إبراهيم بن سليمان بن محمد الحقيل (1338هـ/1919م - 1 ربيع الأول 1429هـ/9 مارس 2008م)
ولد بالمجمعة عاصمة سدير في السعودية. من أسرة عربية تنحدر من قبيلة عنزة بن أسد بن ربيعة من عدنان، متزوج وله ابنة وابن واحد وهو عبد الكريم الحقيل و يعد نسابة وكاتب وشاعر واديب بالإضافة إلى انه مؤلف مسرح وله عدد كبير من المراجع المهمة، وكان يشغل منصب مدير مكتب وزير البلدية في السعودية ثم تفرغ للأدب والكتابة.

## عمله
عين أولاً إماماً لقصر الحكومة بالمجمعة عام 1353هـ - 1934م. في سن الطلب ثم عين إماماً ومرشداً ومفتياً للجيش السعودي الذي جهز لمحاربة الصهاينة في فلسطين عام 1376هـ - 1948م. ثم عين قاضياً للخرمة، واشتغل قاضياً في محكمة الأحساء ومحكمة الدمام ومحكمة ضرما ومحكمة المزاحمية ثم رئيساً لمحكمة الخرج إلى عام (1 ربيع الأول1388هـ/29 مايو1968) حيث أحيل للتقاعد للتفرغ للأدب.

## مؤلفاته
له عدة كتب منها:
- زهر الأدب في معرفة أنساب ومفاخر العرب.
- كنز الأنساب ومجمع الآداب.
- صيد القلم للشوادر والحكم.
- نسم الصبا في أشعار الأدباء.
- شفا المرام في القضايا والأحكام.
- مذكرات قاضي.
- عباقر من الجزيرة العربية.
- شفا الأمراض من مقراض الأعراض. (نقد)
- المعمعة في أخبار المجمعة.
- عبد العزيز في التاريخ.
- الوحشيات والأوابد.
- أمجاد من تاريخنا.
- آراء في الأدب والنقد.
- نسيم الصبا في أشعار الأدباء.[2]

## وفاته
توفي حمد بن إبراهيم الحقيل مساء يوم الأحد الموافق 1 ربيع الأول 1429هـ/9 مارس 2008م وصلي عليه بجامع الملك خالد بأم الحمام ودفن بمقبرة أم الحمام.